# Ошлобану, Сергей Николаевич
Сергей Николаевич Ошлобану (рум. Sergiu Oșlobanu; род. 28 декабря 1986, Кишкэрень, Сынжерейский район) — молдавский самбист, чемпион и призёр чемпионатов Молдавии, Европы и мира, бронзовый призёр Европейских игр 2007 года, серебряный призёр Кубка мира 2016 года по самбо, мастер спорта Молдавии международного класса по дзюдо, Заслуженный мастер спорта Молдавии по самбо. Обладатель Кубка Президента РТ[что?] по самбо 2018. Воспитанник бельцкой спортивной школы имени Б. П. Петухова.